# Stanley Orr
Pour les articles homonymes, voir Orr.
Stanley Gordon « Stan » Orr, né le 28 septembre 1916 à Londres et mort le 11 août 2003 à Fareham, est un officier britannique de la Royal Air Force (RAF).
Pilote pendant la Seconde Guerre mondiale avec la Fleet Air Arm, il est crédité de 17 victoires ce qui en fait l'as le plus important de la Royal Navy pendant la guerre.
Il est récipiendaire de la Distinguished Service Cross (deux barres) et de l'Air Force Cross. Il a également reçu une citation militaire britannique.